# 丰特奈谷站
丰特奈谷站（法語：Gare du Val de Fontenay）是位于法国巴黎东郊马恩河谷省丰特奈苏布瓦市的快速铁路车站，在法兰西岛大区快速铁路A4支线和E4支线上。

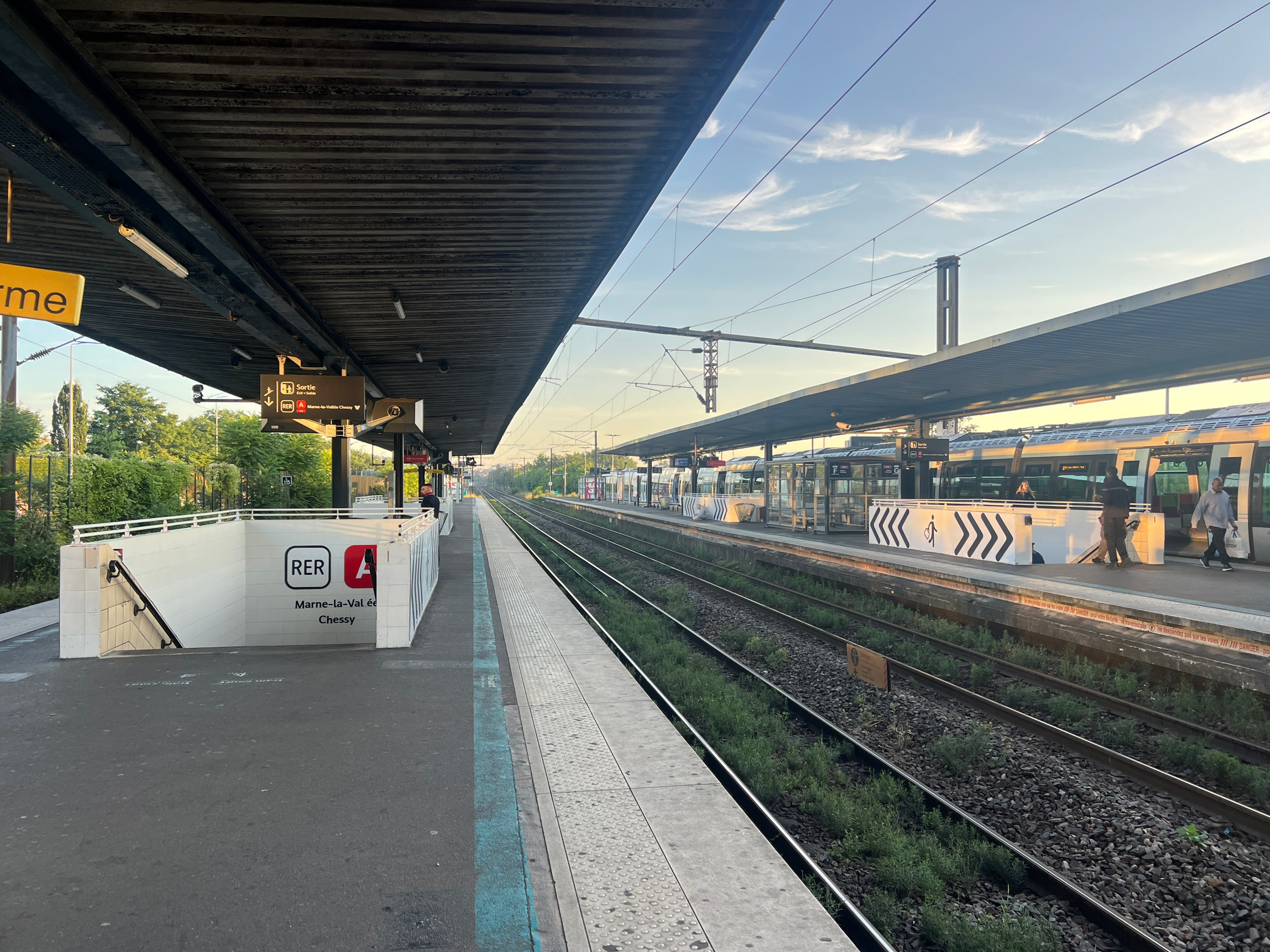
月台 (2024年7月)

## 概况
丰特奈谷站坐落在巴黎东郊，是法兰西岛大区快速铁路A4支线和大区快铁E线上的车站。A4支线部分自1977年12月9日开始投入使用，是丰特奈苏布瓦市作为市镇优先城市化计划的一部分而启动的；另一方面也是为A线与SNCF的巴黎东－米卢斯市内线构建的换乘车站。E线部分从1999年8月30日起投入使用。
目前车站分为两个部分。地下部分供A4支线（巴黎来往马恩拉瓦莱-谢西方向）上的列车使用；地表部分供E4支线（图尔南支线）上的列车使用。地下的丰特奈谷站是A4支线上从小巴黎市区向外的第一站。前一站是文森站，小巴黎市区内的A线主线上最後的一站。地面上的丰特奈谷站则是E4支线上的一站，介于罗尼苏布瓦站和诺让-勒佩勒站之间。

### 乘客流量
据巴黎大众运输公司（RATP）的数据，2011年丰特奈谷站的入站乘客总人次数为11369665人次，是A4支线上客流量最大的一站，也是A线在小巴黎市区外所有支线上客流量最大的一站。

## 服务

### RER A线
所有经过A4支线的车都在丰特奈谷站停靠，与此相同的A4支线车站仅有大努瓦西东山站一个。丰特奈谷站A线部分在正常时段的发车频率是5分钟一班。高峰时段的发车频率是每小时12到18班。周六与周日的发车频率是10分钟一班。每日晚间的发车频率是15分钟一班。
2008年2月4日起，丰特奈谷站的发车频率增加了，正常时段从每10分钟一班增加为5分钟一班，也即是每小时12班。12班中的6班是以马恩拉瓦莱-谢西站为终端站的列车，在丰特奈谷站与大努瓦西东山站之间不停站。另外的6个班次则是短线班次，会在之间的讷伊普莱桑斯站和马恩河畔布里站停靠。

### RER E线
丰特奈谷站位于E4支线上，终端站为马恩河畔维利耶-勒普莱西特雷维斯站（Gare de Villiers-sur-Marne - Le Plessis-Trévise）。2003年12月後起，巴黎东到图尔南的线路由E线代替。
丰特奈谷站E线部分在正常时段的发车频率是10分钟一班。高峰时段的发车频率是每小时6到8班。晚间的发车频率是15分钟一班。

## 换乘路线
丰特奈谷站位于巴黎三环（zone 3）。车站口有接驳邻近地区的公交车线路：
- RATP公交线路： 116，118，122，124，301，524
- Veolia Autobus du Fort公交线路： 702
- Titus公交线路： 5
- 晚间公交线路（Noctilien）： N34，N142

## 附近
车站位于丰特奈苏布瓦市丰特奈谷区的商业中心。

## 图集

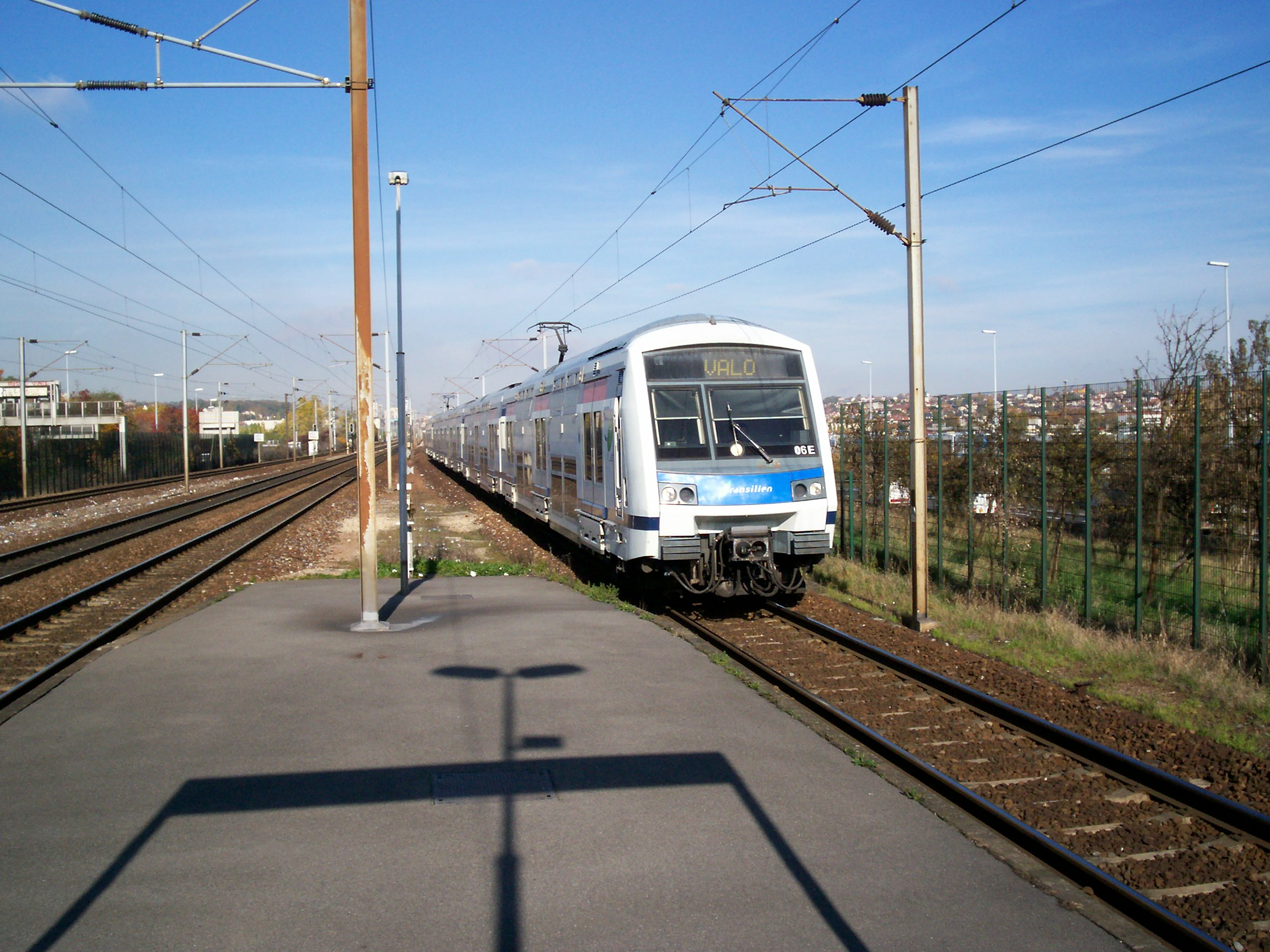
一辆VALO列车进入地表E线站台
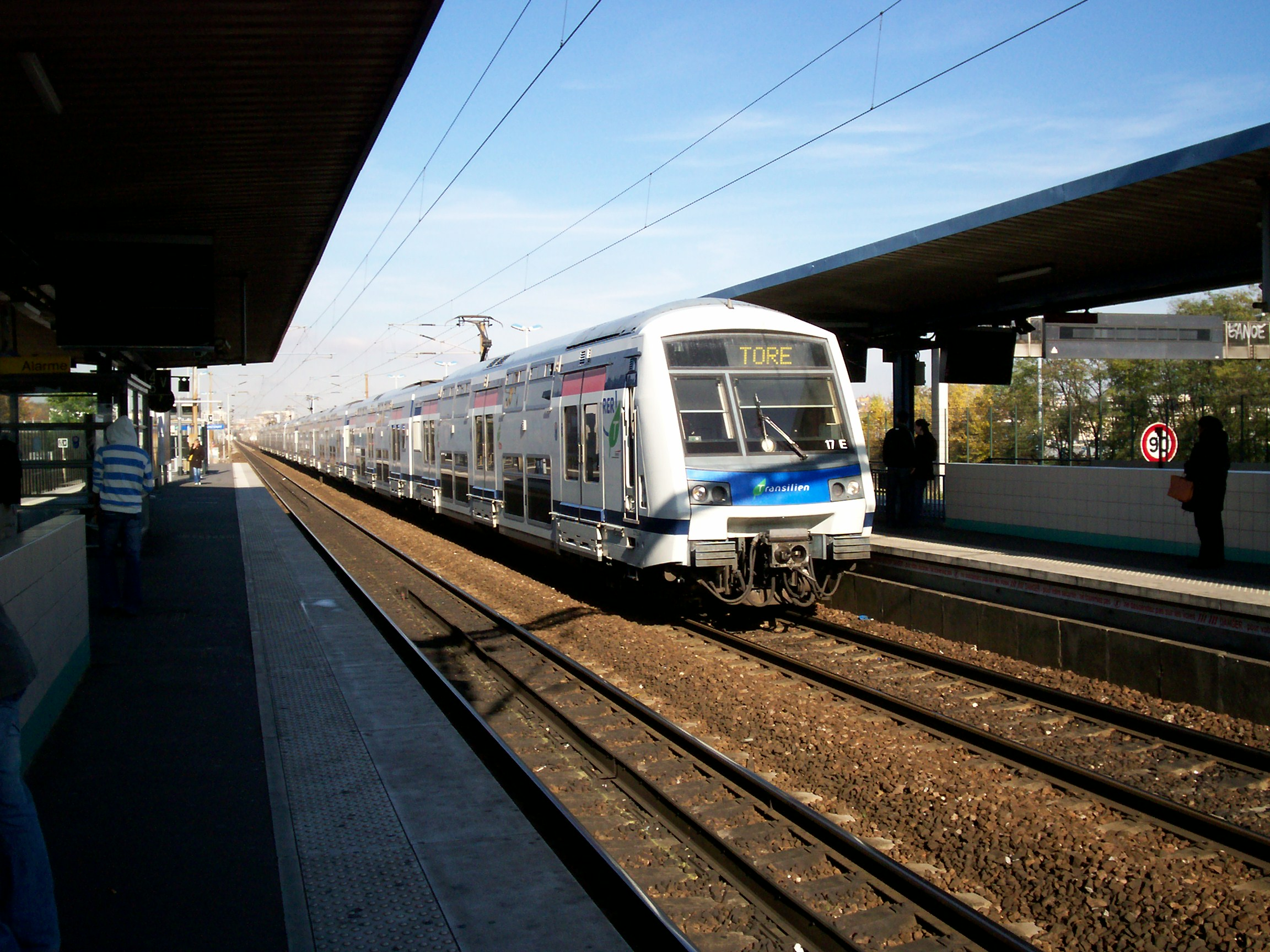
一辆开往图尔南的列车
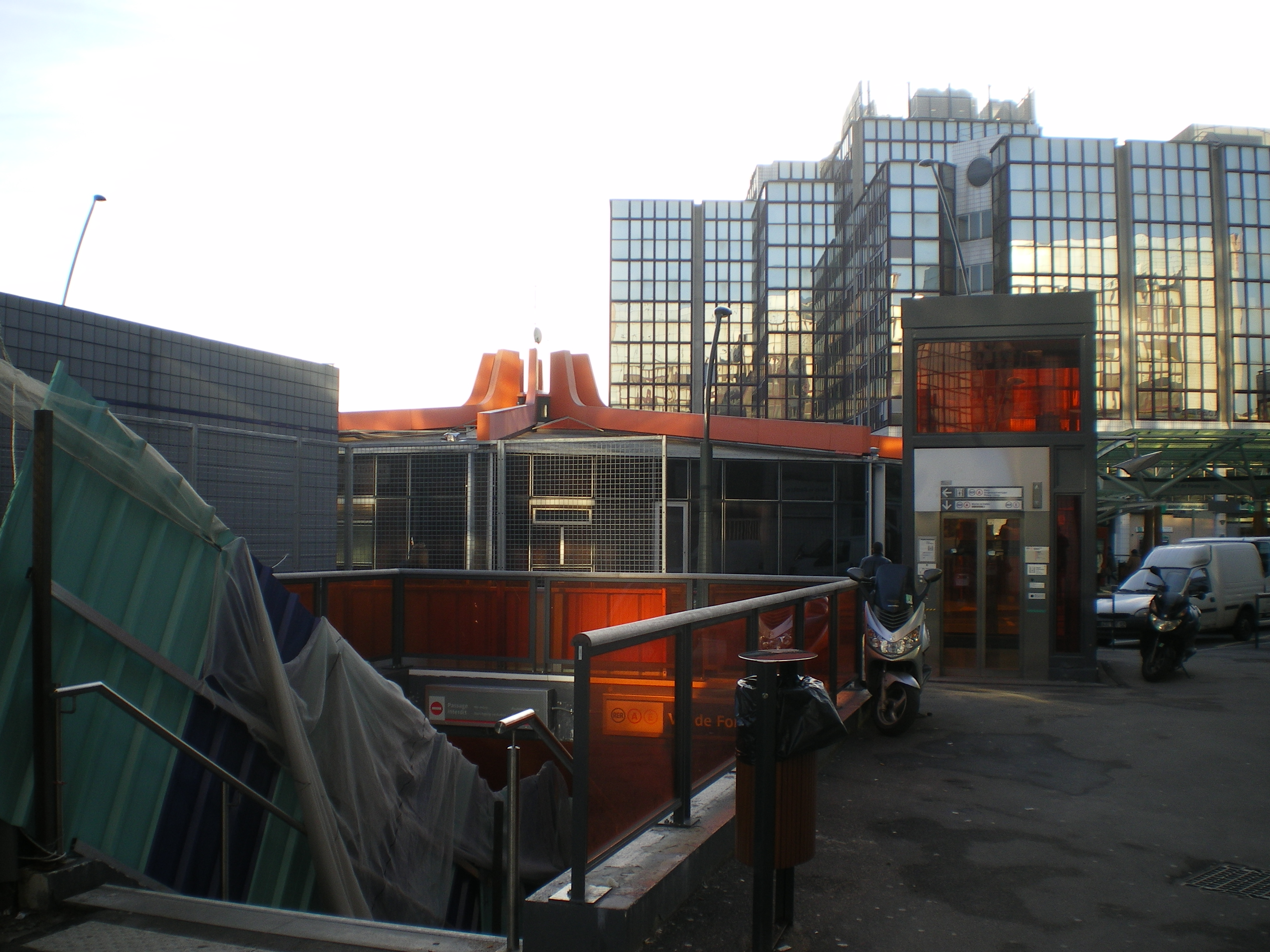
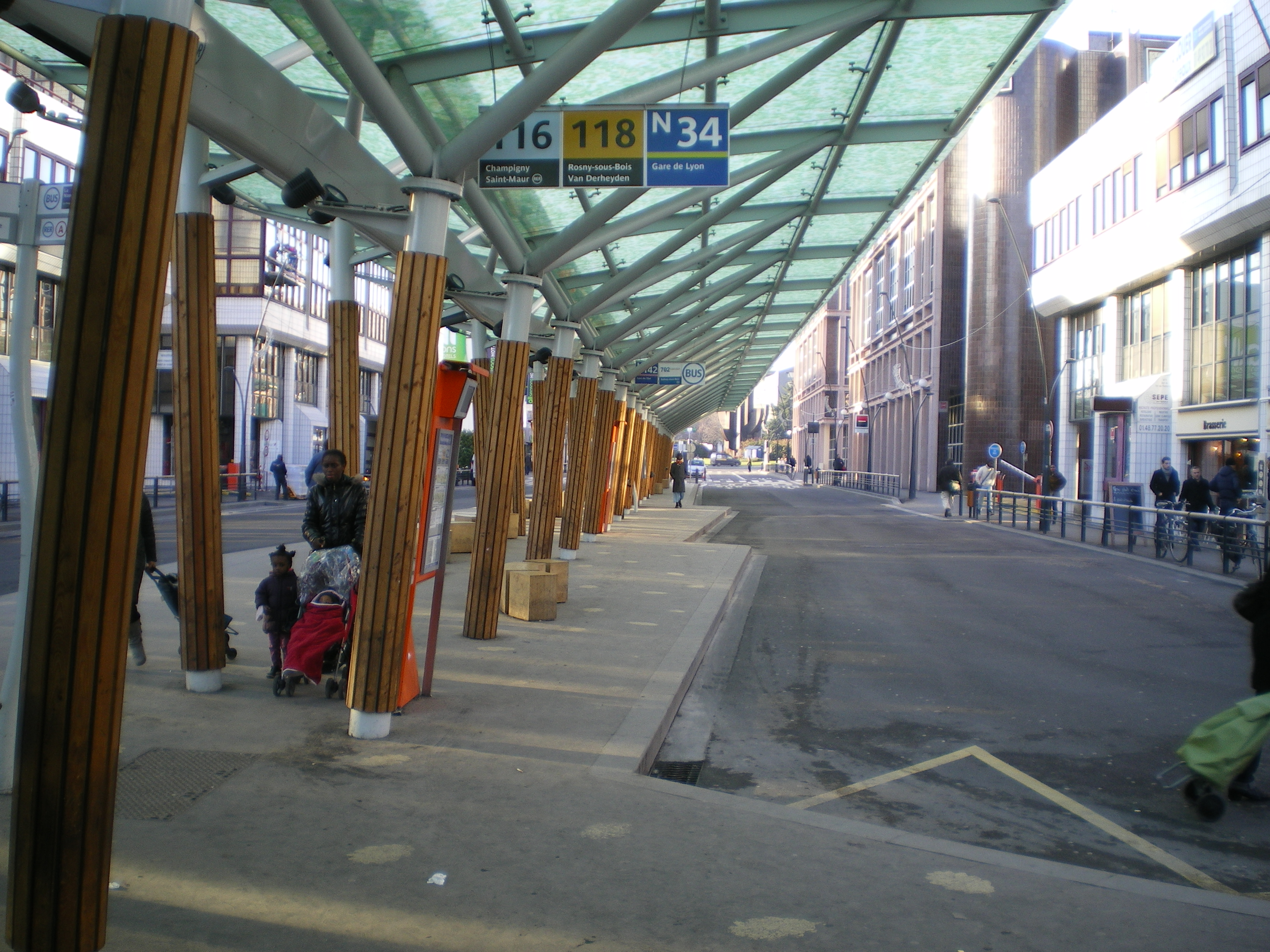
旁边的长途汽车站
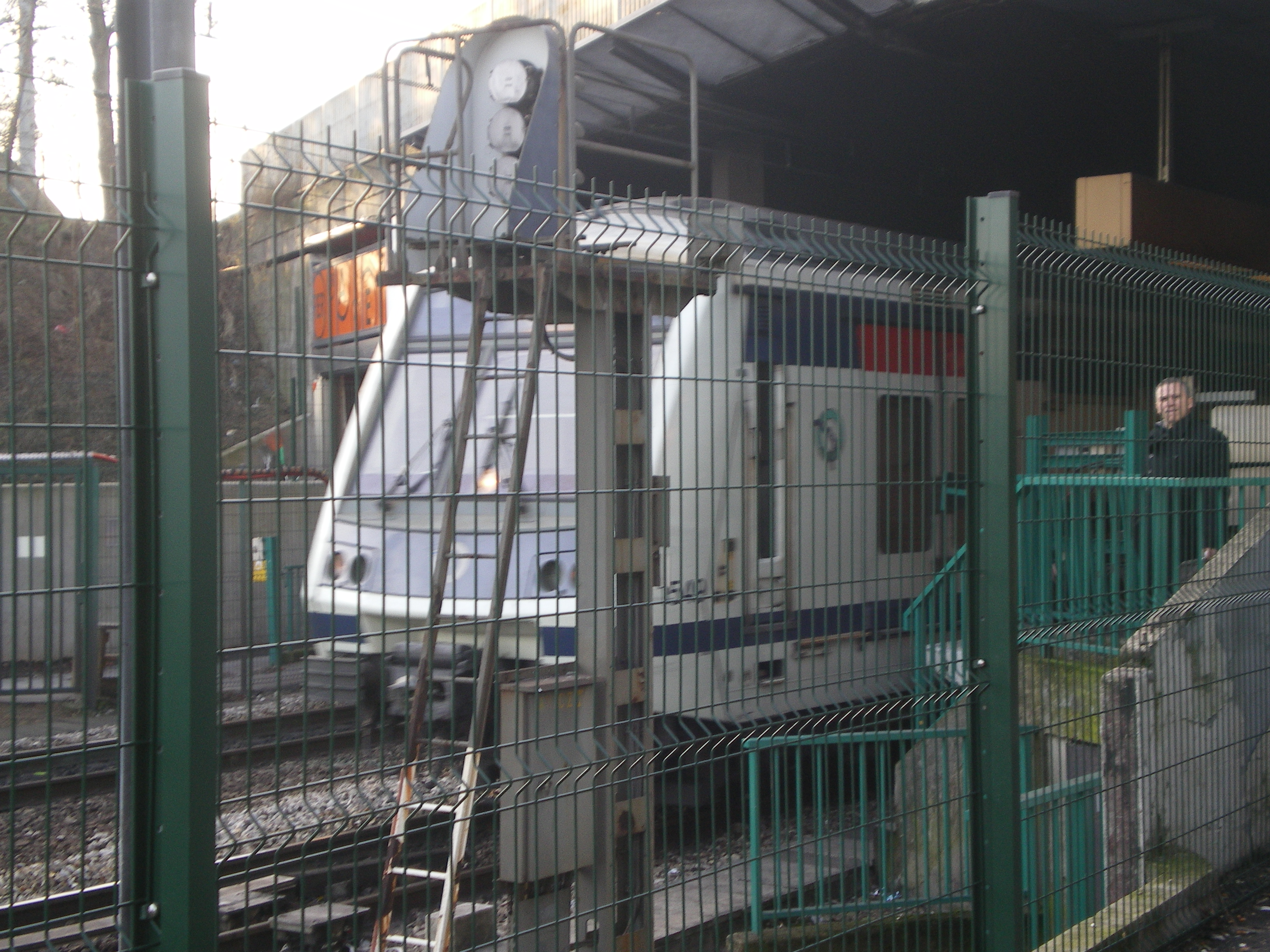
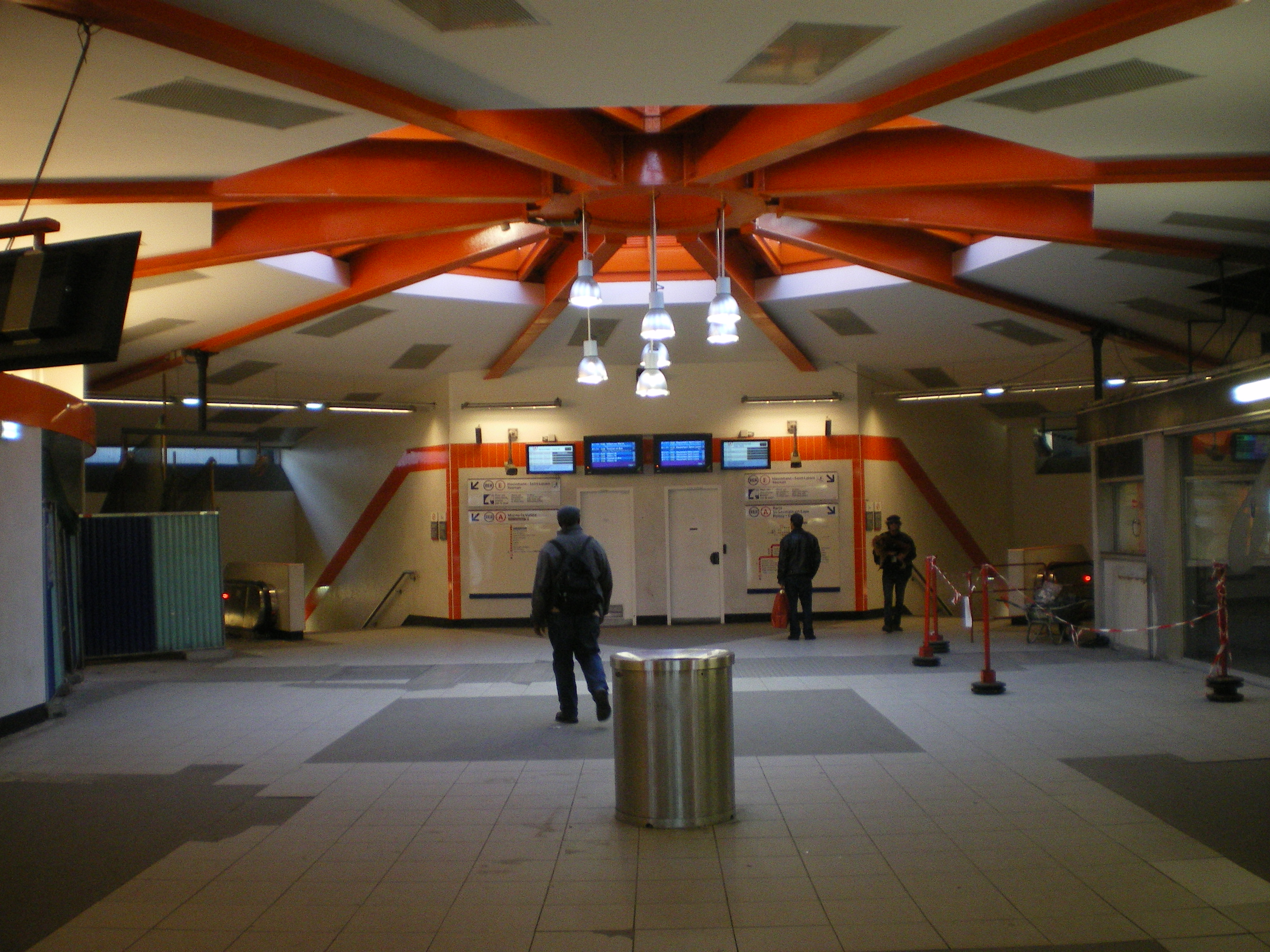
车站大堂
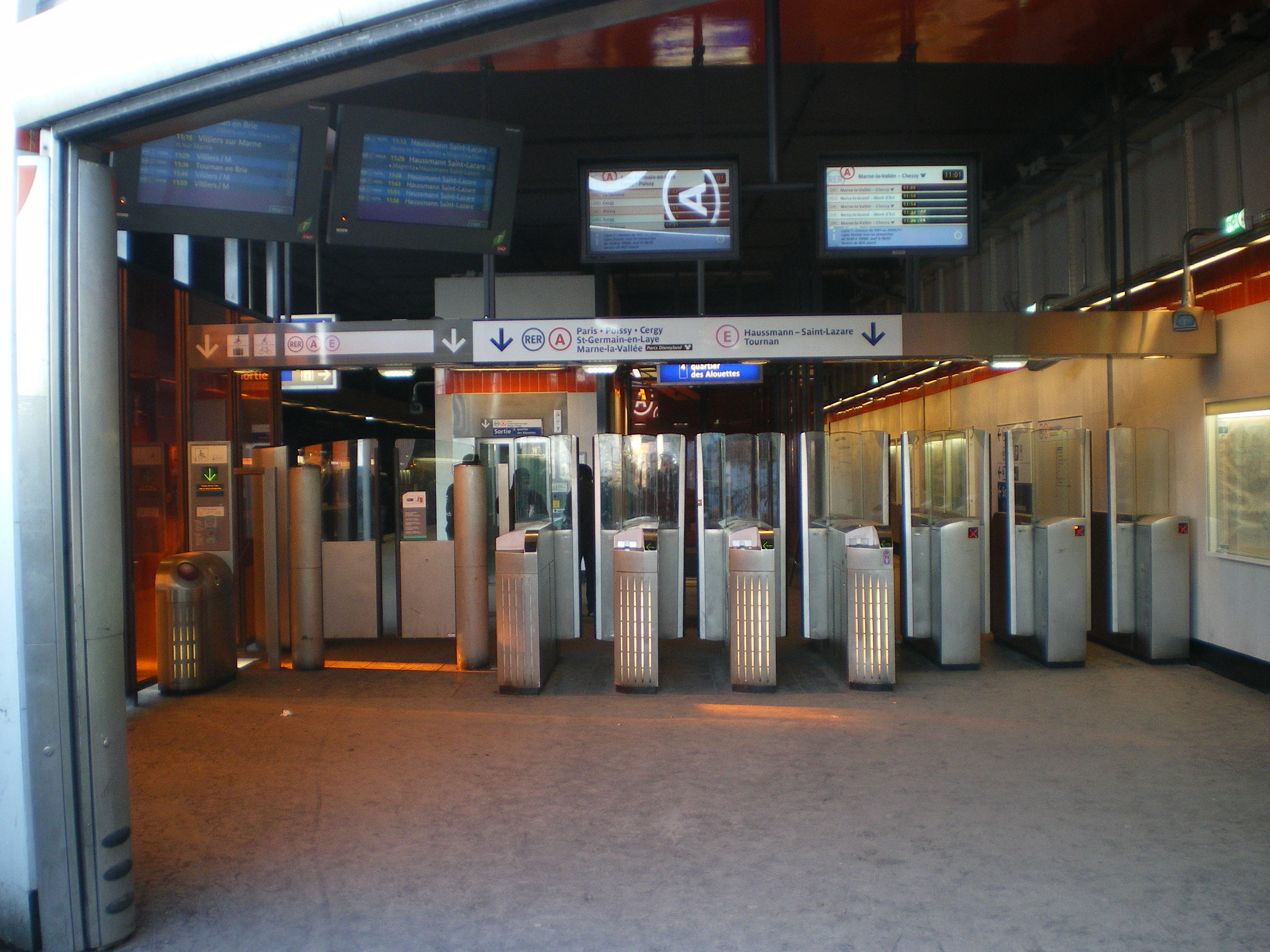
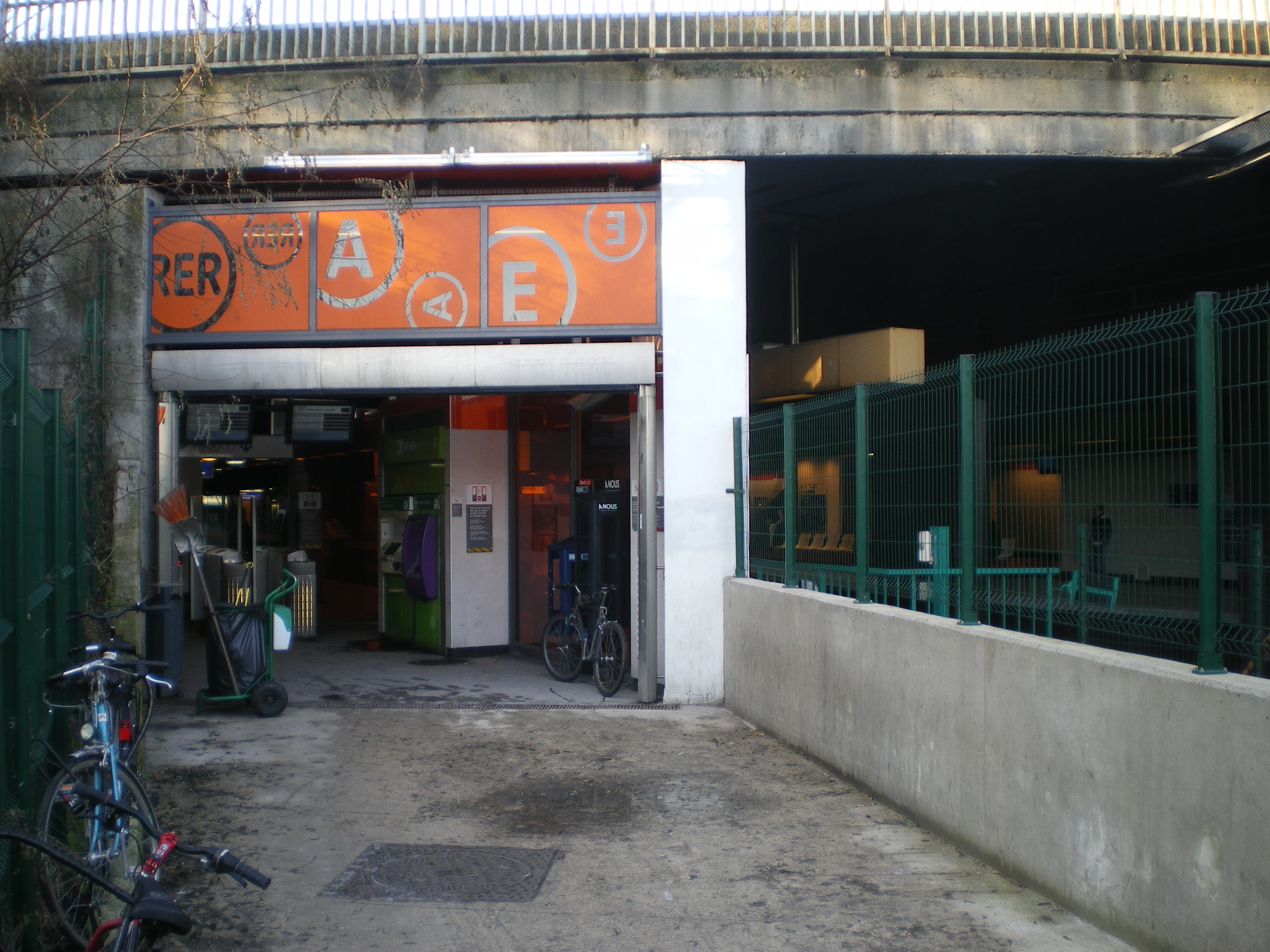